# Zeremonienmeister (Freimaurerei)
Als Zeremonienmeister oder (abhängig vom jeweiligen Ritus) Ordner wird in der Freimaurerei das Amt des Logenbeamten bezeichnet, der bei Tempelarbeiten für den formellen Ablauf der Zeremonie verantwortlich ist und dem Meister vom Stuhl assistiert. Er empfängt und prüft die Teilnehmer und führt sie rituell in die Loge ein.
Sein Platz ist entweder am Eingang des Tempels oder im Orient an der linken Seite in der Nähe des Meisters vom Stuhl. Neben diesem und den Aufsehern hat nur der Zeremonienmeister das Recht, sich ohne besondere Erlaubnis allein in der Loge zu bewegen und begleitet deshalb die Brüder, die sich von ihren Plätzen entfernen müssen.

## Geschichte
Das Amt des Zeremonienmeisters ist neueren Ursprungs und wurde wahrscheinlich in der französischen Maurerei im Clermontschen System (benannt nach Louis de Bourbon, Graf von Clermont) eingeführt.